# Místopředseda stálého výboru Všečínského shromáždění lidových zástupců
Místopředseda stálého výboru Všečínského shromáždění lidových zástupců (čínsky v českém přepisu Čchüan-kuo Žen-min Taj-piao Ta-chuej Čchang-wu Wej-jüan-chuej Fu-wej-jüan-čang, pchin-jinem Quánguó Rénmín Dàibiǎo Dàhuì Chángwù Wěiyuánhuì Fùwěiyuánzhăng, znaky zjednodušené 全国人民代表大会常务委员会副委员长, tradiční 全國人民代表大會常務委員會副委員長) je vysoký představitel Všečínského shromáždění lidových zástupců, parlamentu Čínské lidové republiky. Téměř třítisicové Všečínské shromáždění lidových zástupců zasedá v plném obsazení jen jednou ročně. Jeho zhruba stopadesátičlenný stálý výbor plní funkci parlamentu po zbytek roku. V čele Stálého výboru stojí předseda a místopředsedové stálého výboru. Místopředsedové pomáhají předsedovi v řízení výboru a ve vedení jeho zasedání. Podle ústavy z roku 1982 mohou být zvoleni nejvýše na dvě pětiletá po sobě následující období. 

## Seznam místopředsedů stálého výboru Všečínského shromáždění lidových zástupců
Uvedena je stranická příslušnost u nečlenů KS Číny a sice: Revoluční výbor čínského Kuomintangu (RCCK), Čínská demokratická liga (CDL), Čínské sdružení pro demokratickou národní výstavbu (CNDCA), Čínské sdružení pro rozvoj demokracie (CAPD), Společnost 3. září (JS), Demokratická strana čínských rolníků a dělníků (CPWDP) a nestraníci; dále příslušnost k národnostním menšinám (čuangské, mongolské, tibetské a ujgurské) a ženám.
Místopředsedové stálého výboru Všečínského shromáždění lidových zástupců 1. volebního období (září 1954 – duben 1959)
zvoleni v září 1954: Sung Čching-ling (RCCK, žena), Lin Po-čchü, Li Ťi-šen (RCCK), Čang Lan (CDL, zemřel v únoru 1955), Luo Žung-chuan, Šen Ťün-žu (CDL), Kuo Mo-žo, Chuang Jen-pchej (CNDCA), Pcheng Čen, Li Wej-chan, Čchen Šu-tchung (nestraník), Tändzin Gjamccho (nestraník, Tibeťan), Saifuddin Azizi (Ujgur),
zvolen v únoru 1958: Čcheng Čchien (RCCK).
Místopředsedové stálého výboru Všečínského shromáždění lidových zástupců 2. volebního období (duben 1959 – prosinec 1964)
Lin Po-čchü (zemřel v květnu 1960), Li Ťi-šen (RCCK, zemřel v říjnu 1959), Luo Žung-chuan (zemřel v prosinci 1963), Šen Ťün-žu (CDL, zemřel v červnu 1963), Kuo Mo-žo, Chuang Jen-pchej (CNDCA), Pcheng Čen, Li Wej-chan, Čchen Šu-tchung (nestraník), Tändzin Gjamccho (nestraník, Tibeťan, odvolán 1959), Saifuddin Azizi (Ujgur), Čcheng Čchien (RCCK), Čhökji Gjalcchän (nestraník, Tibeťan, odvolán 1964), Che Siang-ning (RCCK, žena), Liou Po-čcheng, Lin Feng.
Místopředsedové stálého výboru Všečínského shromáždění lidových zástupců 3. volebního období (leden 1965 – leden 1975)
Pcheng Čen (do 1966), Liou Po-čcheng, Li Ťing-čchüan (do 1966), Kchang Šeng, Kuo Mo-žo, Che Siang-ning (RCCK, žena, zemřela v září 1972), Chuang Jen-pchej (CNDCA, zemřel v prosinci 1965), Čchen Šu-tchung (nestraník,zemřel v únoru 1966), Li Süe-feng, Sü Siang-čchien, Jang Ming-süan (zemřel v srpnu 1967), Čcheng Čchien (RCCK, zemřel v dubnu 1968), Saifuddin Azizi (Ujgur), Lin Feng (do 1966), Liou Ning-i, Čang Č’-čung (RCCK, zemřel v dubnu 1969), Ngaphö Ngawangdžigme (nestraník, Tibeťan), Čou Ťien-žen (CAPD).
Místopředsedové stálého výboru Všečínského shromáždění lidových zástupců 4. volebního období (leden 1975 – březen 1978)
zvoleni v lednu 1975: Tung Pi-wu, Sung Čching-ling (RCCK, žena), Kchang Šeng, Liou Po-čcheng, Wu Te, Wej Kuo-čching (Čuang), Saifuddin Azizi (Ujgur), Kuo Mo-žo, Sü Siang-čchien, Nie Žung-čen, Čchen Jün, Tchan Čen-lin, Li Ťing-čchüan, Čang Ting-čcheng, Cchaj Čchang (žena), Ulanfu (Mongol), Ngaphö Ngawangdžigme (nestraník, Tibeťan), Čou Ťien-žen (CAPD), Sü Te-cheng (JS), Chu Ťüe-wen (CNDCA), Li Su-wen (žena), Jao Lien-wej,
zvolena v prosinci 1976: Teng Jing-čchao (žena).
Místopředsedové stálého výboru Všečínského shromáždění lidových zástupců 5. volebního období (březen 1978 – červen 1983)
zvoleni v březnu 1978: Sung Čching-ling (RCCK, žena, zemřela v květnu 1981), Nie Žung-čen (rezignoval v září 1980), Liou Po-čcheng (rezignoval v září 1980), Ulanfu (Mongol), Wu Te (rezignoval v dubnu 1980), Wej Kuo-čching (Čuang), Čchen Jün, Kuo Mo-žo (zemřel v červnu 1978), Tchan Čen-lin, Li Ťing-čchüan, Čang Ting-čcheng (rezignoval v září 1980), Cchaj Čchang (žena, rezignovala v září 1980), Teng Jing-čchao (žena), Saifuddin Azizi (Ujgur), Liao Čcheng-č’, Ťi Pcheng-fej (rezignoval v září 1979), Ngaphö Ngawangdžigme (nestraník, Tibeťan), Čou Ťien-žen (CAPD, rezignoval v září 1980), Sü Te-cheng (JS), Chu Ťüe-wen (CNDCA),
zvoleni v červenci 1979: Pcheng Čen, Siao Ťin-kuang, Ču Jün-šan (RCCK, zemřel v dubnu 1981), Š’ Liang (CDL, žena),
zvoleni v září 1980: Pcheng Čchung, Si Čung-sün, Su Jü, Jang Šang-kchun, Čhökji Gjalcchän (nestraník, Tibeťan),
zvolen v prosinci 1981: Ču Süe-fan (RCCK, od prosince 1981).
Místopředsedové stálého výboru Všečínského shromáždění lidových zástupců 6. volebního období (červen 1983 – duben 1988)
zvoleni v červnu 1983: Čchen Pchi-sien, Wej Kuo-čching (Čuang), Keng Piao, Chu Ťüe-wen (CNDCA), Sü Te-cheng (JS), Pcheng Čchung, Wang Žen-čung, Š’ Liang (CDL, žena, zemřela v září 1985), Ču Süe-fan (RCCK), Ngaphö Ngawangdžigme (nestraník, Tibeťan), Čhökji Gjalcchän (nestraník, Tibeťan), Saifuddin Azizi (Ujgur), Čou Ku-čcheng (CPWDP), Jen Ťi-cch’ (JS), Chu Jü-č’ (CDL, zemřel v lednu 1986), Žung I-žen (CNDCA), Jie Fej, Liao Chan-šeng, Chan Sien-čchu, Chuang Chua,
zvolen v dubnu 1986: Čchu Tchu-nan (CDL).
Místopředsedové stálého výboru Všečínského shromáždění lidových zástupců 7. volebního období (duben 1988 – březen 1993)
Si Čung-sün, Ulanfu (Mongol, zemřel v prosinci 1988), Pcheng Čchung, Wej Kuo-čching (Čuang, zemřel v červnu 1989), Ču Süe-fan (RCCK), Ngaphö Ngawangdžigme (nestraník, Tibeťan), Čhökji Gjalcchän (nestraník, Tibeťan, zemřel v lednu 1989), Saifuddin Azizi (Ujgur), Čou Ku-čcheng (CPWDP), Jen Ťi-cch’ (JS), Žung I-žen (CNDCA), Jie Fej, Liao Chan-šeng, Ni Č’-fu, Čchen Mu-chua (žena), Fej Siao-tchung (CDL), Sun Čchi-meng (CNDCA), Lej Ťie-čchiung (CAPD, žena), Wang Chan-pin.
Místopředsedové stálého výboru Všečínského shromáždění lidových zástupců 8. volebního období (březen 1993 – březen 1998)
Tchien Ťi-jün, Wang Chan-pin, Ni Č’-fu, Čchen Mu-chua (žena), Fej Siao-tchung (CDL), Sun Čchi-meng (CNDCA), Lej Ťie-čchiung (CAPD, žena), Čchin Ťi-wej (zemřel v únoru 1997), Li Si-ming, Wang Ping-čchien, Pagpalha Geleg Namgjal (nestraník, Tibeťan), Wang Kuang-jing (CNDCA), Čcheng S’-jüan (nestraník), Lu Ťia-si (CPWDP), Bög (Mongol), Tömür Dawamät (Ujgur), Kan Kchu (zemřel v červenci 1993), Li Pchej-jao (RCCK, zemřel v únoru 1996), Wu Ťie-pching (JS).
Místopředsedové stálého výboru Všečínského shromáždění lidových zástupců 9. volebního období (březen 1998 – březen 2003)
Tchien Ťi-jün, Sie Fej (zemřel v říjnu 1999), Ťiang Čchun-jün, Cou Ťia-chua, Pagpalha Geleg Namgjal (nestraník, Tibeťan), Wang Kuang-jing (CNDCA), Čcheng S’-jüan (nestraník), Bög (Mongol), Tömür Dawamät (Ujgur), Wu Ťie-pching (JS), Pcheng Pchej-jün (žena), Che Lu-li (RCCK, žena), Čou Kuang-čao, Čcheng Kche-ťie (do září 2000), Cchao Č’, Ting Š’-sun (CDL), Čcheng S’-wej (CNDCA), Sü Ťia-lu (CAPD), Ťiang Čeng-chua (CPWDP).
Místopředsedové stálého výboru Všečínského shromáždění lidových zástupců 10. volebního období (březen 2003 – březen 2008)
Wang Čao-kuo, Li Tchie-jing, Ismail Ähmäd (Ujgur), Che Lu-li (RCCK, žena), Ting Š’-sun (CDL), Čcheng S’-wej (CNDCA), Sü Ťia-lu (CAPD), Ťiang Čeng-chua (CPWDP), Ku Siou-lien (žena), Ragdi (Tibeťan), Šeng Chua-žen, Lu Jung-siang, Ojuunčimeg (Mongolka, žena), Chan Čchi-te (JS), Fu Tchie-šan (nestraník, zemřel v dubnu 2007).
Místopředsedové stálého výboru Všečínského shromáždění lidových zástupců 11. volebního období (březen 2008 – březen 2013)
Wang Čao-kuo, Lu Jung-siang, Ojuunčimeg (Mongolka, žena), Chan Čchi-te (JS), Chua Ťien-min, Čchen Č’-li (žena), Čou Tchie-nung (RCCK), Li Ťien-kuo, Ismail Tiliwaldi (Ujgur), Ťiang Šu-šeng (CDL), Čchen Čchang-č’ (CNDCA), Jen Ťün-čchi (CAPD, žena), Sang Kuo-wej (CPWDP).
Místopředsedové stálého výboru Všečínského shromáždění lidových zástupců 12. volebního období (březen 2013 – březen 2018)
Li Ťien-kuo, Wang Šeng-ťün, Čchen Čchang-č’ (CNDCA), Jen Ťün-čchi (CAPD, žena), Wang Čchen, Šen Jüe-jüe (žena), Ťi Ping-süan, Čang Pching, Čhampa Phüncchog (Tibeťan), Ärkin Iminbaqi (Ujgur), Wan E-siang (RCCK), Čang Pao-wen (CDL), Čchen Ču (CPWDP).
Místopředsedové stálého výboru Všečínského shromáždění lidových zástupců 13. volebního období (březen 2018 – březen 2023)
Wang Čchen, Cchao Ťien-ming, Čang Čchun-sien, Šen Jüe-jüe (žena), Ťi Ping-süan, Ärkin Iminbaqi (Ujgur), Wan E-siang (RCCK), Čchen Ču (CPWDP), Wang Tung-ming, Padma Čhöling (Tibeťan), Ting Čung-li (CDL), Chao Ming-ťin (CNDCA), Cchaj Ta-feng (CAPD), Wu Wej-chua (JS).
Místopředsedové stálého výboru Všečínského shromáždění lidových zástupců 14. volebního období (březen 2023 – březen 2028)
Li Chung-čung, Wang Tung-ming, Siao Ťie, Čeng Ťien-pang (RCCK), Ting Čung-li (CDL), Chao Ming-ťin (CNDCA), Cchaj Ta-feng (CAPD), Che Wej (CPWDP), Wu Wej-chua (JS), Tchie Ning (žena), Pcheng Čching-chua, Čang Čching-wej, Losang Gjalcen (Tibeťan), Šöhrät Zakir (Ujgur)